# Sixteen Stone
Albums de Bush
Razorblade Suitcase
(1996)
Singles
1. Everything Zen
Sortie : 28 janvier 1995
2. Little Things
Sortie : 30 mai 1995
3. Comedown
Sortie : 26 septembre 1995
4. Glycerine
Sortie : 14 novembre 1995
5. Machinehead
Sortie : 9 avril 1996

Sixteen Stone est le premier album du groupe de rock alternatif anglais Bush. Il est paru le 6 décembre 1994 sur le label Trauma Records / Interscope Records.

## Historique
Il fut enregistré en 1994 dans les studios Westside à Londres et fut produit par le groupe et le duo Clive Langer / Alan Winstanley (Madness, Elvis Costello...). La musique de Bush se rapproche beaucoup de Nirvana et du grunge de Seattle, donc en plein dans la mouvance musicale qui tient le haut du pavé en 1994 en Amérique du Nord. Cet album produira cinq singles qui se classeront tous dans les différents charts du Billboard américain.
Il se classera dans le top ten de nombreux pays notamment aux États-Unis, Canada, Australie où Nouvelle-Zélande. Il n'atteindra que la 42e place dans les charts britanniques. Si, lors de la tournée de promotion, le groupe remplira les grandes salles de concert américaines, il jouera dans des salles beaucoup plus modestes dans son pays d'origine.
Ce premier album a connu un énorme succès notamment aux États-Unis avec plus de 6 millions d'albums vendus.

## Liste des titres
- Tous les titres sont signés par Gavin Rossdale.

1. Everything Zen - 4:38
2. Swim - 4:56
3. Bomb - 3:23
4. Little Things - 4:24
5. Comedown - 5:27
6. Body - 5:43
7. Machinehead - 4:16
8. Testosterone - 4:20
9. Monkey - 4:01
10. Glycerine - 4:27
11. Alien - 6:34
12. X-Girlfriend - 0:45

## Musiciens
Bush
- Gavin Rossdale: chant, guitare rythmique
- Nigel Pulsford: lead guitare, chœurs
- Dave Parsons: basse
- Robin Goodridge: batterie, percussions

Musiciens additionnels
- Caroline Dale: violoncelle
- Gavyn Wright: violon, alto
- Vincas Bundza: harmonica
- Jasmine Lewis, Alessandro Vittorio Tateo & Winston: chœurs

## Singles
| Année | Single         | Chart                  | Durée du classement | Position |
| ----- | -------------- | ---------------------- | ------------------- | -------- |
| 1995  | Everything Zen | Mainstream Rock Tracks | 26 semaines         | 5e       |
| 1995  | Everything Zen | Alternative Songs      | 26 semaines         | 2e       |
| 1995  | Everything Zen | UK Singles Chart       | 2 semaines          | 84e      |
| 1995  | Everything Zen | ARIA Charts            | 4 semaines          | 41e      |
| 1995  | Everything Zen | Mega Top 50            | 3 semaines          | 45e      |
| 1995  | Little Things  | Mainstream Rock Tracks | 26 semaines         | 6e       |
| 1995  | Little Things  | Alternative Songs      | 23 semaines         | 4e       |
| 1995  | Comedown       | Hot 100                | 20 semaines         | 30e      |
| 1995  | Comedown       | Mainstream Rock Tracks | 26 semaines         | 2e       |
| 1995  | Comedown       | Alternative Songs      | 26 semaines         | 1er      |
| 1995  | Comedown       | ARIA Charts            | 3 semaines          | 45e      |
| 1995  | Glycerine      | Hot 100                | 20 semaines         | 28e      |
| 1995  | Glycerine      | Mainstream Rock Tracks | 26 semaines         | 4e       |
| 1995  | Glycerine      | Alternative Songs      | 23 semaines         | 1er      |
| 1996  | Glycerine      | ARIA Charts            | 17 semaines         | 5e       |
| 1996  | Glycerine      | RPM Top Singles        | 12 semaines         | 38e      |
| 1996  | Glycerine      | RMNZ Singles Top40     | 10 semaines         | 31e      |
| 1996  | Glycerine      | Mega Top 50            | 4 semaines          | 41e      |
| 1996  | Machinehead    | Hot 100                | 20 semaines         | 43e      |
| 1996  | Machinehead    | Mainstream Rock Tracks | 26 semaines         | 4e       |
| 1996  | Machinehead    | Alternative Songs      | 26 semaines         | 4e       |
| 1996  | Machinehead    | UK Singles Chart       | 2 semaines          | 48e      |

## Charts et certifications
| Pays             | Durée du classement | Meilleur classement |
| ---------------- | ------------------- | ------------------- |
| Allemagne        | 8 semaines          | 68e                 |
| Australie        | 43 semaines         | 5e                  |
| Belgique (V)     | 19 semaines         | 14e                 |
| Canada           | 40 semaines         | 7e                  |
| États-Unis       | 109 semaines        | 4e                  |
| Nouvelle-Zélande | 26 semaines         | 2e                  |
| Pays-Bas         | 29 semaines         | 20e                 |
| Royaume-Uni      | 5 semaines          | 42e                 |

| Pays             | Certification | Ventes      | Date       |
| ---------------- | ------------- | ----------- | ---------- |
| Canada           | 6 × Platine   | 600 000 +   | 19/09/1997 |
| États-Unis       | 6 × Platine   | 6 000 000 + | 16/04/1997 |
| Nouvelle-Zélande | Platine       | 15 000 +    | 14/07/1996 |
| Royaume-Uni      | Argent        | 60 000 +    | 22/07/2013 |

## références
1. ↑  (en) billboard.com/bush_everything Zen/chart history/mainstream rock tracks
2. ↑  (en) billboard.com/bush_everything Zen/chart history/alternative songs
3. 1 2  (en)
4. ↑  australian-charts.com/songs/bush_everything zen
5. ↑  dutchcharts.nl/songs/bush_everything zen
6. ↑  (en) billboard.com/bush_little things/chart history/mainstream rock tracks
7. ↑  (en) billboard.com/bush_little things/chart history/alternative songs
8. ↑  (en) billboard.com/bush_comedown/chart history/billboard hot 100
9. ↑  (en) billboard.com/bush_comedown/chart history/mainstream rock tracks
10. ↑  (en) billboard.com/bush_comedown/chart history/alternative songs
11. ↑  australian-charts.com/songs/bush_comedown
12. ↑  (en) billboard.com/bush_glycerine/chart history/billboard hot 100
13. ↑  (en) billboard.com/bush_glycerine/chart history/mainstream rock tracks
14. ↑  (en) billboard.com/bush_glycerine/chart history/alternative songs
15. ↑  australian-charts.com/songs/bush_glycerine
16. ↑  (en) bac-lac.gc.ca/Rpm/search database/glycerine/top singles
17. ↑  (en) charts.nz/songs/bush_glycerine
18. ↑  dutchcharts.nl/songs/bush_glycerine
19. ↑  (en) billboard.com/bush_machinehead/chart history/billboard hot 100
20. ↑  (en) billboard.com/bush_machinehead/chart history/mainstream rock tracks
21. ↑  (en) billboard.com/bush_machine head/chart history/alternative songs
22. 1 2 3 4 5  hitparade.ch: bush/sixteen stone
23. ↑  bac-lac.gc.ca/Rpm/search database
24. ↑  billboard.com/bush/chart history/billboard 200
25. ↑  officialcharts.com/archives/bush/albums
26. ↑  musiccanada.com/gold platinum/search/sixteen stone consulté le 29 octobre 2020
27. ↑  riaa.com/gold-platinum/search/sixteen stone consulté le 29 octobre 2020
28. ↑  http://nztop40.co.nz/chart/albums/sixteen stone/14-07-1996 consulté le 1er octobre 2017
29. ↑  BPI.co.uk/certified-awards/search consulté le 1er octobre 2017